# Bengshan
Bengshan (chiń. upr. 蚌山区; chiń. trad. 蚌山區; pinyin Bèngshān Qū) – dzielnica miasta Bengbu w prowincji Anhui we wschodnich Chińskiej Republice Ludowej. Liczba mieszkańców dzielnicy, w 2010 roku, wynosiła 334 426.